# Segretario di stato della Maison du Roi
Il Segretario di stato della Maison du Roi  (in francese: Secrétaire d'État à la Maison du Roi), indicato anche come Ministro della real casa del re di Francia era il segretario di stato francese durante l'Ancien Régime e la Restaurazione borbonica incaricato della gestione della Maison du Roi de France e sovrintendeva a quattro aree distinte: la "Maison du Roi" ("Casa reale"), i "Bâtiments du Roi" ("Patrimonio edile del re"), gli affari generali del clero (dal 1749 in poi) e gli affari per i protestanti ("Religion Prétendue Réformée"), oltre che l'amministrazione della città di Parigi.

## Storia
Iniziando nel XVI secolo con competenze ancora non completamente definite, e poi con maggiore continuità organizzativa dal XVII secolo in poi, la Maison du roi venne amministrata da un ministro con titolo di segretario di stato. Assieme al segretario di stato per la guerra, il dipartimento per la maison du roi fu il più antico ed il più specializzato dei ministeri francesi, creato già nel 1570 da re Carlo IX di Francia nella persona di Simon Fizes de Sauve. I due dipartimenti, dissociati tra loro, vennero ricreati separatamente nel 1594: Nicolas de Neufville, signore di Villeroy ottenne il dipartimento degli affari esteri ed il dipartimento della guerra, mentre Martin Ruzé de Beaulieu prese la gestione della Maison du Roi.
Nel 1661, il dipartimento venne espanso includendo anche gli affari religiosi. Nel 1669, Jean-Baptiste Colbert acquistò l'incarico di segretario della maison du roi da Henri de Guénégaud du Plessis-Belleville, combinandolo con il segretariato per la marina e la posizione di controllore delle finanze del regno che egli già possedeva. Il segretario di stato per la Maison du roi rimase anche controllore generale delle finanze sino al 1699, mentre la gestione degli affari religiosi rimase legata a tale titolo sino al 1749 (ad eccezione di una breve separazione nel 1715-1718).
Dopo la caduta del conte di Maurepas nel 1749, il ministero venne diviso: il dipartimento per la marina venne assegnato a Rouillé mentre la maison du roi e gli affari religiosi vennero affidati a Louis Phélypeaux de Saint-Florentin.
Il ministero era basato su pochi uffici (quattro nel 1771 e cinque nel 1789) posti al Palazzo delle Tuileries. Gli archivi del dipartimento si trovavano al "Grands Augustins" ed al Palazzo del Louvre.
La carica venne soppressa con la Rivoluzione francese, ma fu ripristinata con la Restaurazione e poi definitivamente abolita nel 1848, dopo la nuova rivoluzione che depose Luigi Filippo di Borbone-Orléans. Napoleone III ripristinò il segretario di stato per la maison de l'empereur nel 1852 e tale ruolo continuò durante tutto il suo regno.

## Competenze

### LaMaison du Roi
La "Maison du Roi" (Casa reale) era il nome col quale erano si indicava l'entourage militare, domestico e religioso della famiglia reale del regno di Francia. Il ruolo di controllo del segretario era puramente formale dal momento che l'ufficio si trovava sotto la diretta responsabilità del Gran maestro di Francia. In pratica, infatti, il ramo militare della maison era dipendente dal ministero della guerra. Il segretario di stato era ad ogni modo responsabile della recluta degli ufficiali della maison du roi e li sottoponeva poi al re per l'approvazione.

### Le costruzioni del re
Il segretario di stato della Maison du Roi sovrintendeva anche i "Bâtiments du Roi" (patrimonio edile del re), gestite dai vari sovrintendenti o direttori generali. Il servizio era responsabile non solo della cura delle residenze reali, ma anche della loro conservazione, della loro decorazione e comportava la gestione delle manifatture Gobelins, Savonnerie e Sèvres.
Il segretario era inoltre responsabile di tutte le istituzioni culturali e scientifiche come la Biblioteca del re, l'osservatorio di Parigi, il Jardin des Plantes, il Collège royal e le varie accademie di stato.

### Affari religiosi
Il segretario di stato della maison du roi era inoltre responsabile degli affari religiosi. Egli sovrintendeva alla condotta dei vescovi, alle elezioni degli abati e dei responsabili di ordini religiosi francesi. Era l'elemento di collegamento tra il governo ed il clero francese.
Nel 1749 il segretariato venne unito con quello degli affari dei protestanti, e fu incaricato quindi di gestire anche i rapporti con gli ugonotti francesi.

### Amministrazione di Parigi e delle province
Il segretario di stato della Maison du Roi era inoltre incaricato della gestione politica e generale delle province francesi ad eccezione delle regioni di confine che dipendevano dal ministero della guerra per ovvie ragioni.
Dal 1589, ad eccezione del periodo compreso tra il 1749 ed il 1757, la posizione venne incaricata anche della gestione di alcuni aspetti della città di Parigi in quanto capitale del regno: illuminazione delle strade pubbliche, repressione del vagabondaggio, affari morali, gestione degli stranieri, censura sui libri, sorveglianza dei giornali e intrattenimenti pubblici. Lavorava per questo in collaborazione con il lieutenant général de police.

## Elenco dei segretari di stato dellaMaison du Roi

### Regno di Francia
- 1570–1579: Simon Fizes de Sauve

vacante
- 1588–1606: Martin Ruzé de Beaulieu
- 1606–1638: Antoine de Loménie
- 1615–1643: Henri-Auguste de Loménie, conte di Brienne
- 1643–1669: Henri de Guénegaud
- 1669–1683: Jean-Baptiste Colbert (1619–1683), che era anche Contrôleur général des finances, Secrétaire d'État à la Marine, Surintendant des bâtiments, arts et manufactures.
- 1683–1691: François Michel Le Tellier de Louvois
- 1691–1699: Louis Phélypeaux, conte di Pontchartrain (1643–1727), che era anche Contrôleur général des finances e Secrétaire d'État à la Marine.
- 1699–1715: Jérôme Phélypeaux (1674–1747), conte di Pontchartrain, che era anche Secrétaire d'État à la Marine
- 1715–1718: Louis Phélypeaux de La Vrillière (1672–1725)
- 1718–1749: Jean-Frédéric Phélypeaux de Maurepas (1701–1781), che era anche Secrétaire d'État à la Marine (1723–1749)
- 1749–1775: Louis Phélypeaux de Saint-Florentin (1705–1777)
- 1775–1776: Guillaume-Chrétien de Lamoignon de Malesherbes
- 1776–1783: Antoine-Jean Amelot de Chaillou
- 1783–1787: Louis Auguste Le Tonnelier de Breteuil
- 1788–1789: Pierre-Charles Laurent de Villedeuil
- 1789–1791: François-Emmanuel Guignard de Saint-Priest

Carica soppressa dalla Rivoluzione francese

### Restaurazione
- 29 maggio 1814 – 20 marzo 1815: Pierre Jean Casimir de Blacas d'Aulps
- 1º novembre 1820 – 4 agosto 1824: Jacques Alexandre Law de Lauriston
- 4 agosto 1824 – 4 gennaio 1828: Ambroise-Polycarpe de La Rochefoucauld, duca di Doudeauville.

vacante
- 10 ottobre 1830 – 2 novembre 1830: Camille de Montalivet (provvisorio)
- 2 novembre 1830 – 10 ottobre 1832: Agathon Jean François Fain
- 10 ottobre 1832 – 22 febbraio 1836: Camille de Montalivet
- 22 febbraio 1836 – 6 settembre 1836: Agathon Jean François Fain
- 6 settembre 1836 – 15 aprile 1837: Camille de Montalivet
- 15 aprile 1837 – 31 marzo 1839: Pierre-Marie Taillepied de Bondy
- 31 marzo 1839 –  2 febbraio 1848: Camille de Montalivet

## Secondo impero francese
- 14 dicembre 1852 – 23 novembre 1860: Achille Fould
- 4 dicembre 1860 – 10 agosto 1870: Jean Baptiste Philibert Vaillant